# District de Myōdō
Le district de Myōdō (名東郡, Myōdō-gun) est un district situé dans la préfecture de Tokushima, au Japon.

## Géographie

### Démographie
Selon une estimation du 1er décembre 2011, la population du district de Myōdō était de 2 513 habitants répartis sur une superficie de 42,3 km2 (densité de population de 59 hab./km2).

### Divisions administratives
Le district de Myōdō est constitué du village de Sanagōchi.